# Censo agropecuário no Brasil
O censo agropecuário no Brasil é uma das variedades de censos realizados no Brasil e que, de modo específico, investiga as informações sobre os estabelecimentos agropecuários brasileiros e as atividades agropecuárias neles desenvolvidas. O Instituto Brasileiro de Geografia e Estatística (IBGE) é o órgão responsável por realizar o censo agropecuário brasileiro.
De acordo com o IBGE, a pesquisa busca retratar as características dos estabelecimentos agropecuários, bem como conhecer as atividades agropecuárias desenvolvidas, coletando informações dos produtores, aspectos econômicos e trabalhistas no meio rural. O censo aponta dados da pecuária, da lavoura e da agroindústria, considerando os efetivos de maquinários, implementos agrícolas, produção animal e vegetal (silvicultura, extração vegetal, floricultura, horticultura, lavouras permanentes e lavouras temporárias).

## Histórico
O primeiro censo agropecuário foi realizado no ano de 1920, como parte do recenseamento geral. Na década de 1930, no entanto, o censo não ocorreu devido à instabilidade política do país. Nas décadas seguintes, até 1970, foi realizado em intervalos de dez anos, posteriormente sendo realizado em intervalos de 5 anos.
No censo agropecuário de 2017 o levantamento contabilizou 15,1 milhões de pessoas ocupadas nos estabelecimentos agropecuários, sendo 77% dos estabelecimentos de agricultura familiar. O censo identificou 5.073.324 estabelecimentos agropecuários, totalizando 351.289.816 hectares. Segundo o IBGE, desde 2006 houve um aumento de 52,6% no número de estabelecimentos que fizeram uso de irrigação, compreendendo uma área total irrigada de  6,69 milhões de hectares, um crescimento de 47,6%.